# Antons Juhņevičs
Antons Juhņevičs (spotykana jest także forma Antons Juhnēvics, pol. Antoni Juchniewicz; ur. 25 września?/8 października 1905 w Bikavie, zm. 14 lutego 1947 w Rydze) – łotewski ksiądz katolicki pochodzenia polskiego, marianin, jeden z organizatorów łotewskiego ruchu oporu w trakcie oraz po II wojnie światowej, ofiara represji komunistycznych.

## Życiorys
Urodził się w Łatgalii (obecnie wschodnia Łotwa, wówczas należącej do Imperium Rosyjskiego), zamieszkanej przez duże skupisko mniejszości polskiej. Studiował teologię i filozofię w Seminarium Duchownym w Rydze, a następnie prawo kanoniczne na Katolickim Uniwersytecie Lubelskim w Lublinie. Wstąpił do zgromadzenia Księży Marianów. W 1932 roku przyjął święcenia kapłańskie.
Posługiwał w parafii św. Michała Archanioła w Viļāni w latach 1932–1935, w parafii Łaski Bożej w Kumbuļi (1935–1938) i Matki Bożej Bolesnej w Atašiene (1938–1939), po czym został proboszczem parafii św. Anny w Vanagi, którym był do swojego aresztowania w 1946 roku.

### Działalność w ruchu oporu
Po zajęciu krajów bałtyckich przez Armię Czerwoną w 1940 roku zaczął angażować się w łotewski, niepodległościowy ruch oporu. Kontynuował tę działalność również po wykroczeniu Niemców w czasie operacji Barbarossa w 1941 i ponownym zajęciu Łatgalii przez Sowietów w 1944 roku, ukrywając mężczyzn, którzy dostali powołanie do armii niemieckiej lub sowieckiej.
Przy jego udziale na Czarcim Bagnie w pobliżu Vanagi powstały cztery bunkry, w których kwaterował ponad 20-osobowy oddział partyzancki, a kolejnych siedmiu mężczyzn przebywało na plebanii. 28 stycznia 1945 roku plebania i kościół w Vanagi zostały zaatakowane przez grupę operacyjną NKWD, jednak partyzanci przy pomocy uzbrojonych parafian odparli ten atak. Po tym wydarzeniu ks. Juchniewicz zszedł do podziemia. Przyjął pseudonimy „Vientulis” i „Monakus”. Następnie organizował kolejne oddziały partyzantki niepodległościowej. W połowie sierpnia 1945 roku wspólnie z Kārlisem Blūmsem i Jānisem Zelčānsem utworzył Łotewskie Zjednoczenie Strażników (Partyzantów) Ojczyzny, które miało być scentralizowaną organizacją koordynującą działalność różnych oddziałów partyzanckich. Ks. Juchniewicz został pierwszym przewodniczącym jego prezydium i pierwszym dowódcą pionu wojskowego organizacji.
Wspólnie z Jānisem Zelčānsem stworzył program Zjednoczenia, w którym postulował tworzenie nie tylko organizacji zbrojnej, ale też szerokiego podziemnego ruchu społecznego. Jego uczestnicy mieli kultywować tradycje narodowe i kulturę łotewską. Z ruchu mieli być wykluczeni zarówno ludzie, którzy współpracowali z władzami sowieckimi, jak i ci, którzy kolaborowali z Niemcami, a przyszłe państwo łotewskie miało być demokratyczne i narodowe zarazem.
Wobec faktu, iż łotewski ruch oporu ponosił kolejne klęski w walce z oddziałami NKWD i istriebitielnych batalionów, a partyzanci tracili wiarę w sens dalszej walki, ks. Juchniewicz postanowił skontaktować się z komisarzem bezpieczeństwa wewnętrznego Łotewskiej SRR i uzgodnić warunki amnestii dla członków podziemia. Od jego działalności odciął się arcybiskup ryski Antonijs Springovičs, który przyjął lojalną postawę wobec władz radzieckich, a podziemie antykomunistyczne potępił. W październiku 1945 roku arcybiskup w rozmowie z urzędnikiem Rady ds. Kultów Religijnych ZSRR stwierdził, iż dowiedziawszy się o działalności Juchniewicza skreślił go z listy księży. Wydał również dekret nakazujący duchownemu spędzić trzy lata w zamkniętym klasztorze.
27 stycznia 1946 roku ujawnił się w Rydze przed władzami sowieckimi i został natychmiast aresztowany. Następnie został osądzony i skazany na karę śmierci, którą wykonano krótko potem w Więzieniu Centralnym w Rydze. Krótko po nim aresztowano i stracono również jego bliskich współpracowników Jānisa Zelčānsa i Valēriję Mundure, członkinię sztabu kierującego Pomocą Ludową – pionem wspierającym oddziały zbrojne.

## Pamięć
Po odzyskaniu niepodległości przez Łotwę w 1991 roku na ścianie kościoła w Vanagi odsłonięto tablicę upamiętniającą ks. Juchniewicza i jego zaangażowanie dla łotewskiego ruchu oporu.